# Georgsmarienhütte
Georgsmarienhütte is een plaats in de Duitse deelstaat Nedersaksen. De gemeente maakt als selbständige Gemeinde deel uit van het Landkreis Osnabrück. De stad telt 31.778 inwoners. Naburige steden zijn onder andere Bad Essen, Bad Iburg en Bad Laer.

## Ligging, verkeer, vervoer
De gemeente ligt ongeveer 8,5 kilometer ten zuiden van Osnabrück, 4 km ten oost-noordoosten van Hagen am Teutoburger Wald en 9 kilometer ten noorden van Bad Iburg.
Georgsmarienhütte ligt in het aan natuurschoon rijke Teutoburger Woud.
De Bundesstraße 51 Osnabrück-Bad Iburg loopt oostelijk langs Georgsmarienhütte. Het Ortsteil Holzhausen ligt slechts circa 3,5 kilometer van afrit 17 (Osnabrück-Sutthausen) van de Autobahn A30 Hengelo - Berlijn.
Er bestaat een spoorwegverbinding met Osnabrück en Bielefeld. Ieder uur stopt er een stoptrein met de bijnaam "Haller Willem“ RB 75 in Oesede en Kloster Oesede, in de richting van een van beide steden.

## Indeling van de gemeente
Oppervlakte en aantal inwoners per 1 januari 2020.
| Stadsdeel                                    | Aantal inwoners | Oppervlakte (in km²) | Bev.dichth. (inw./km²) |
| -------------------------------------------- | --------------- | -------------------- | ---------------------- |
| Alt-Georgsmarienhütte (incl. Malbergen)      | 7.464           | 9,86                 | 757                    |
| Harderberg                                   | 3.014           | 7,84                 | 384                    |
| Holsten-Mündrup                              | 742             | 5,73                 | 129                    |
| Holzhausen                                   | 4.473           | 4,26                 | 1.050                  |
| Kloster Oesede (wijk rondom klooster Oesede) | 4.483           | 13,02                | 344                    |
| Oesede (dorp) (incl. Dröper)                 | 12.000          | 14,70                | 816                    |

Totaal aantal inwoners volgens de website van de gemeente: 32.120.

## Geschiedenis en economie
De plaats is genoemd naar, en sterk verbonden met,  een voormalige ijzerertsmijn en, nog bestaande,  bijbehorende metaalindustrie (Hütte). Deze was oorspronkelijk gevestigd in buurgemeente Hagen am Teutoburger Wald. In 1856 werd (mogelijk mede, omdat in de 18e eeuw de bodem in het gehucht Malbergen ook al steenkool bleek te bevatten) het bedrijf opgericht. Het is genoemd naar het toenmalige koningspaar van het Koninkrijk Hannover, George V van Hannover en zijn gemalin Marie van Saksen-Altenburg. In 1923 werd het door Klöckner overgenomen. In het hoogoven- en staalbedrijf werkten soms wel meer dan 7.000 mensen (tegenwoordig ca. 1.200). In 1944 en begin 1945 was er in Ohrbeck, juist over de westgrens van de gemeente met Hasbergen een door de Gestapo opgericht werkkamp. Veel mannen, onder wie veel Nederlanders, moesten hier, maar vooral in de Georgsmarienhütte-Werke, zware dwangarbeid verrichten. In 1993 ging het staal- en hoogovenbedrijf failliet, maar maakte met een nieuwe eigenaar een doorstart, waarbij de niet meer rendabele  hoogovens werden afgebroken, en richt zich nu op het maken van auto-onderdelen van kwaliteitsstaal. Het bedrijf beschikt onder andere over een moderne inrichting voor continugieten en een vlamboogoven. Geprobeerd wordt, voor de productie het verbruik van fossiele brandstoffen tot een minimum te beperken en zo veel mogelijk schroot als grondstof te recyclen.
De gemeente bezit drie kleine ziekenhuizen.
Uit onderzoek is gebleken, dat de gemeente relatief veel forensen telt, zowel  het aantal werkforensen (mensen die hier werken, maar elders wonen) als het aantal woonforensen (mensen die hier wonen, maar elders werken) ligt boven 8.000.
Meer oostelijk in de gemeente ligt het restant van het in 1803 opgeheven nonnenklooster Oesede, met een tot 1370 terug reikende geschiedenis. Het klooster was in de late middeleeuwen economisch van belang; er werkten ook lekenzusters, die allerlei ambachten, zoals bier brouwen, beoefenden. Het stadsdeel Holzhausen was in 1914 nog een gehucht. In de jaren 1920 werd er een nieuw franciscanenklooster, Kloster Ohrbeck gebouwd, en daar dichtbij een aantal woonwijken voor de staalarbeiders en hun chefs. Het klooster werd van 1941-1945 door de Gestapo gevorderd, onder andere als noodziekenhuis. Het klooster is nu een rooms-katholieke volkshogeschool.

## Bezienswaardigheden
- Streekmuseum Villa Stahmer (Oesede)
- Uitzichttoren op de 330 m hoge Dörenberg, zie ook Bad Iburg
- Wandelen en fietsen in het Teutoburger Woud ten zuiden van de gemeente

## Partnergemeentes in de Benelux
- Emmen, Nederland

## Afbeeldingen

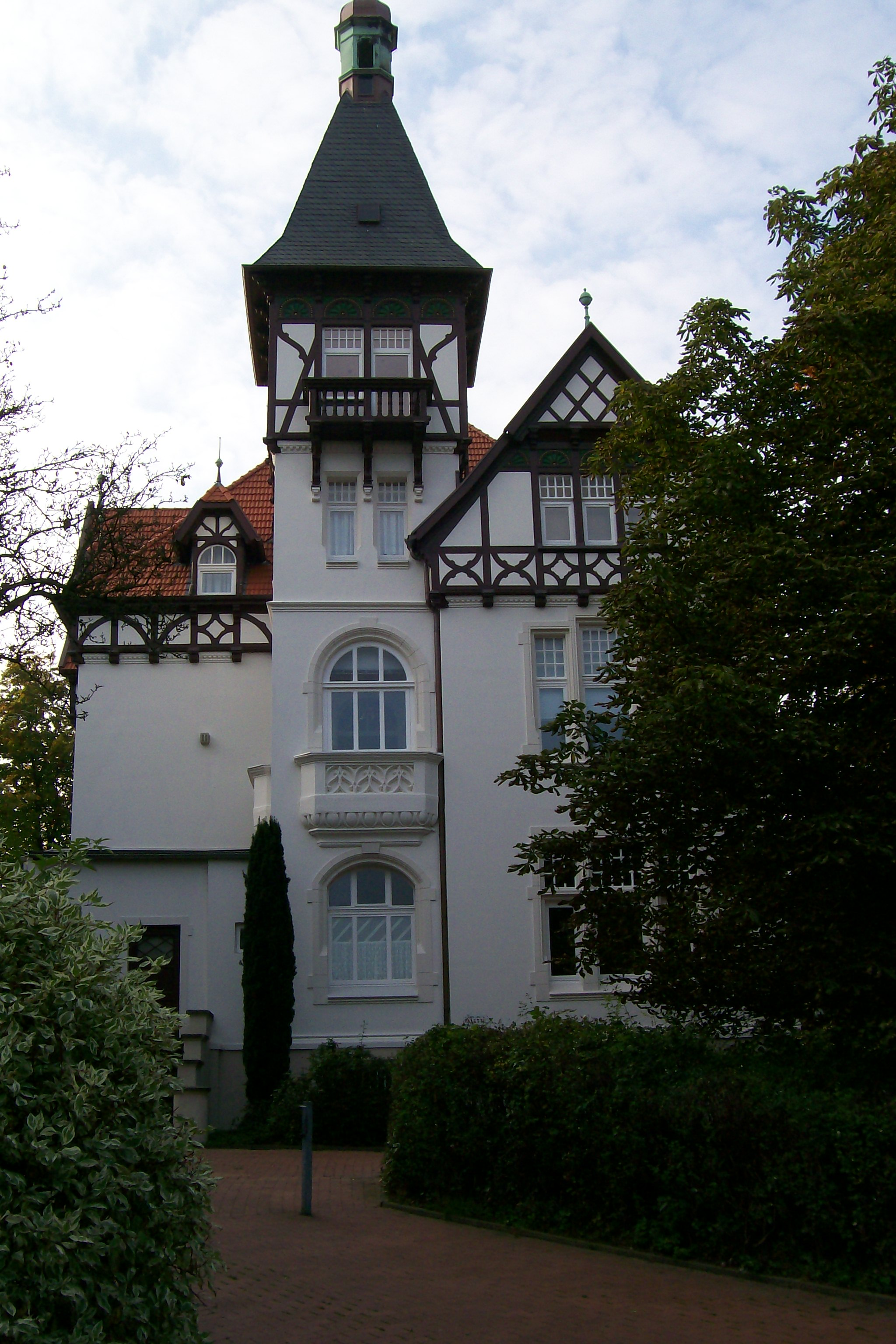
Villa Stahmer
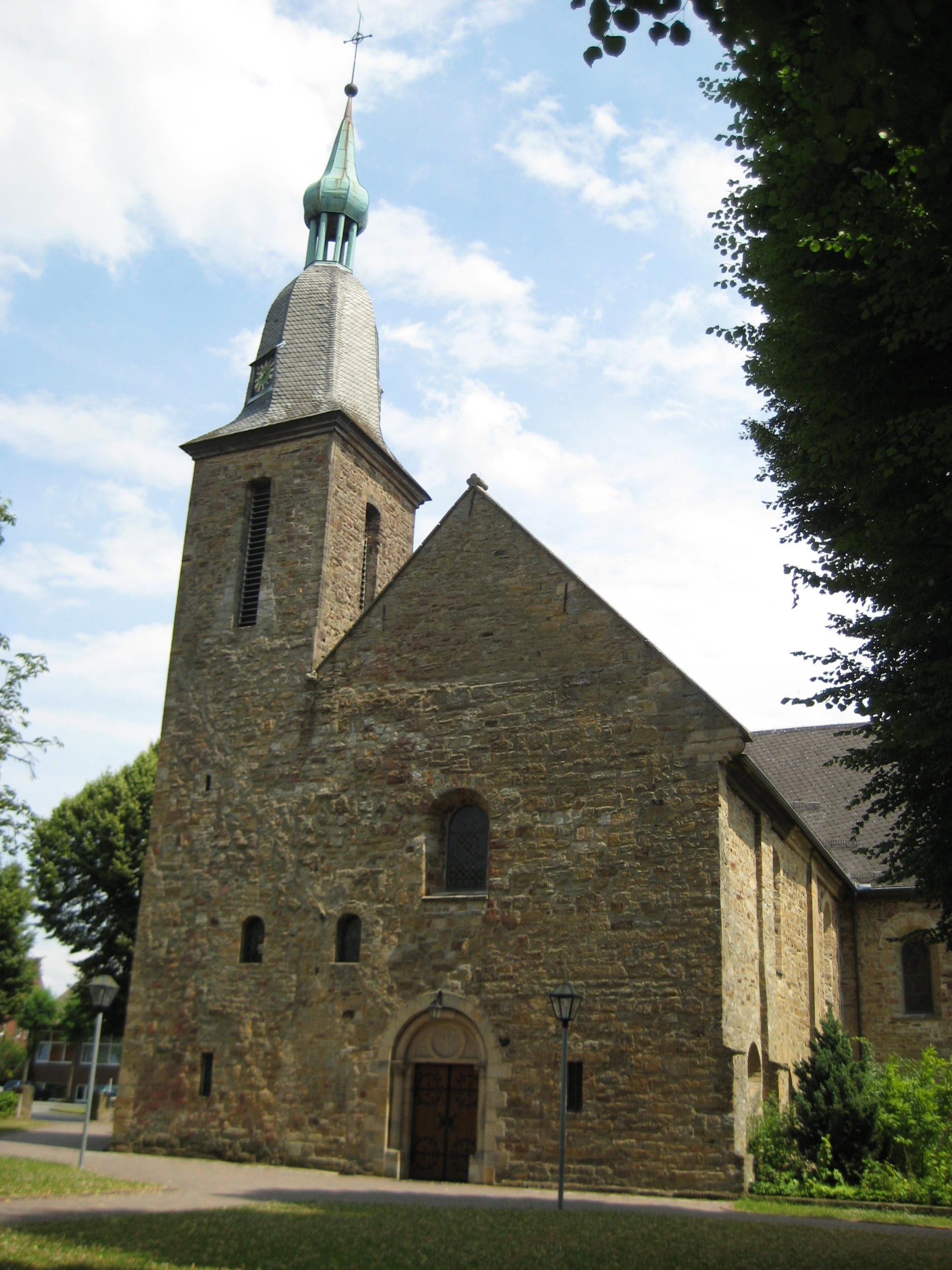
R.K. St. Johanneskerk van het voormalige klooster Oesede
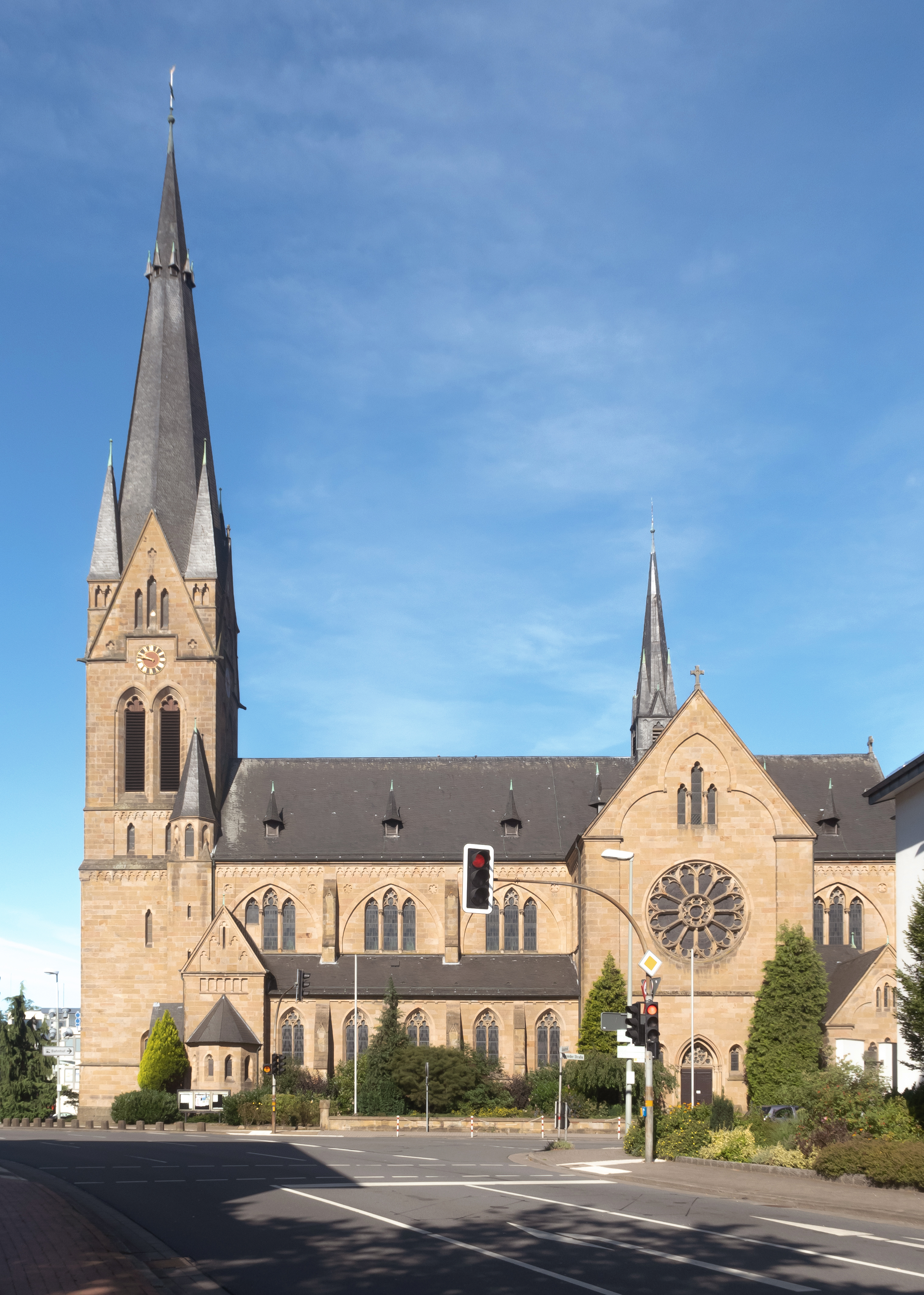
Oesede, St. Petrus- en Pauluskerk (1906)
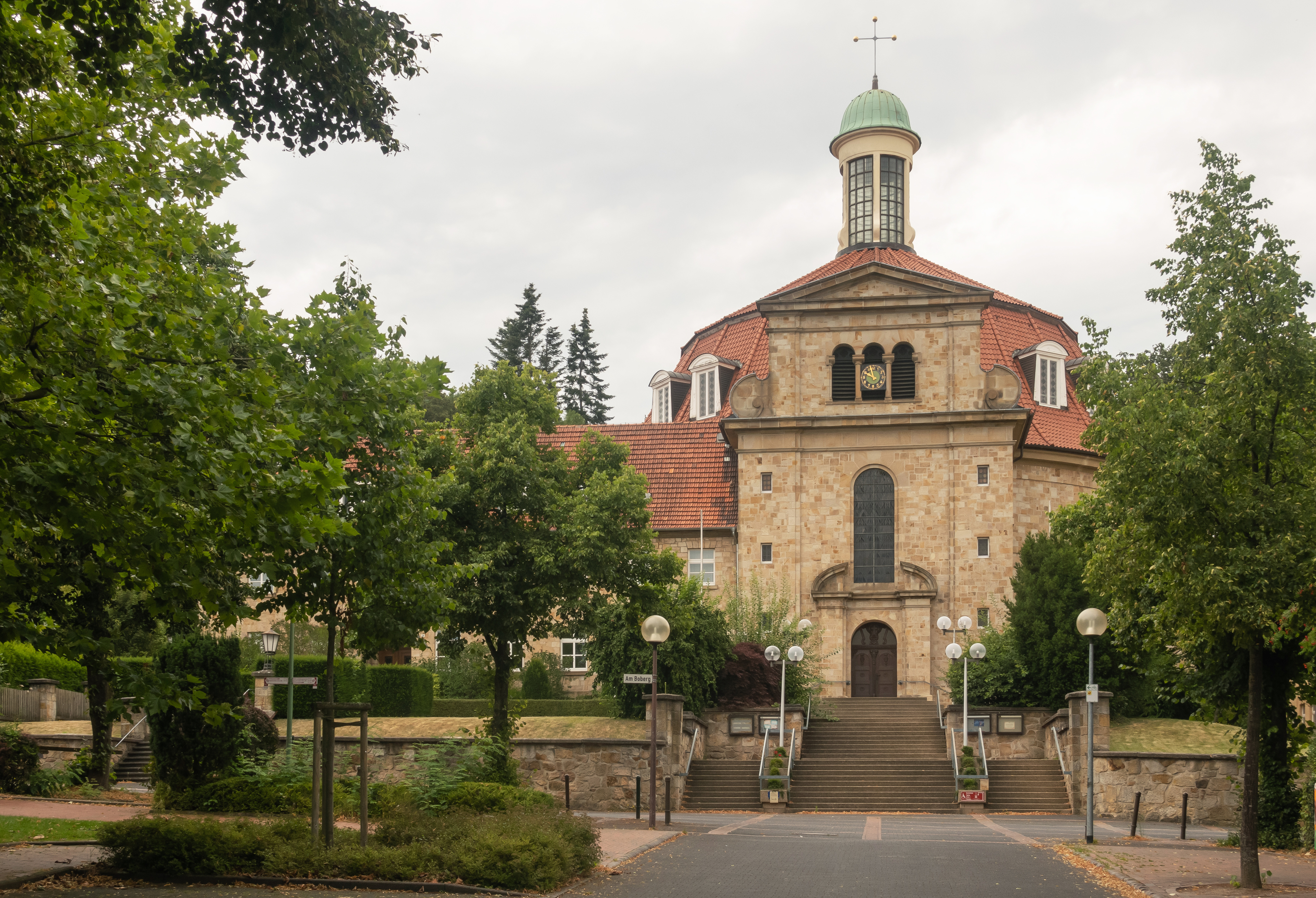
Klooster Ohrbeck
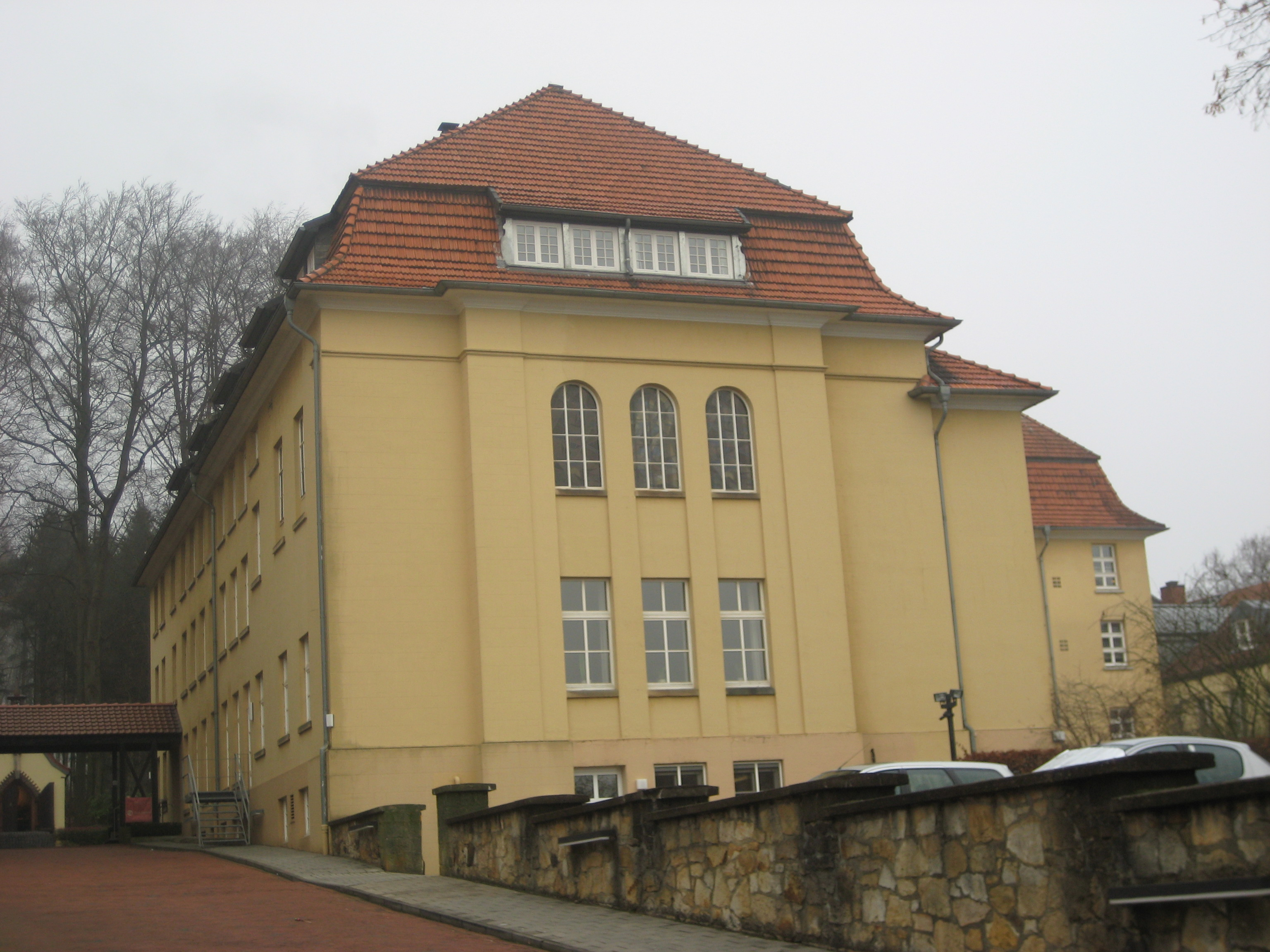
Huis Ohrbeck
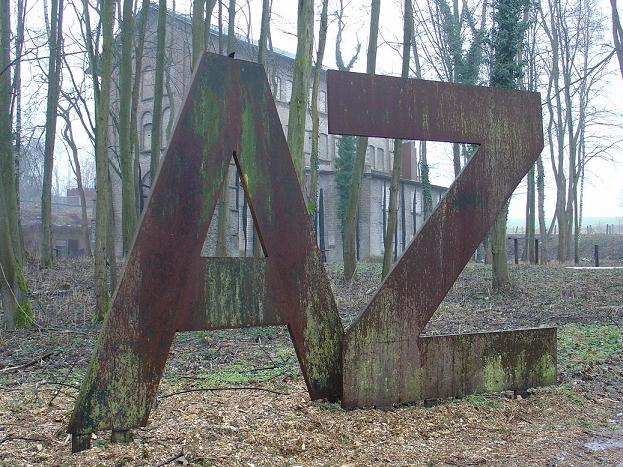
Gedenkteken Augustaschacht Ohrbeck (dwangarbeiders 1944-1945)
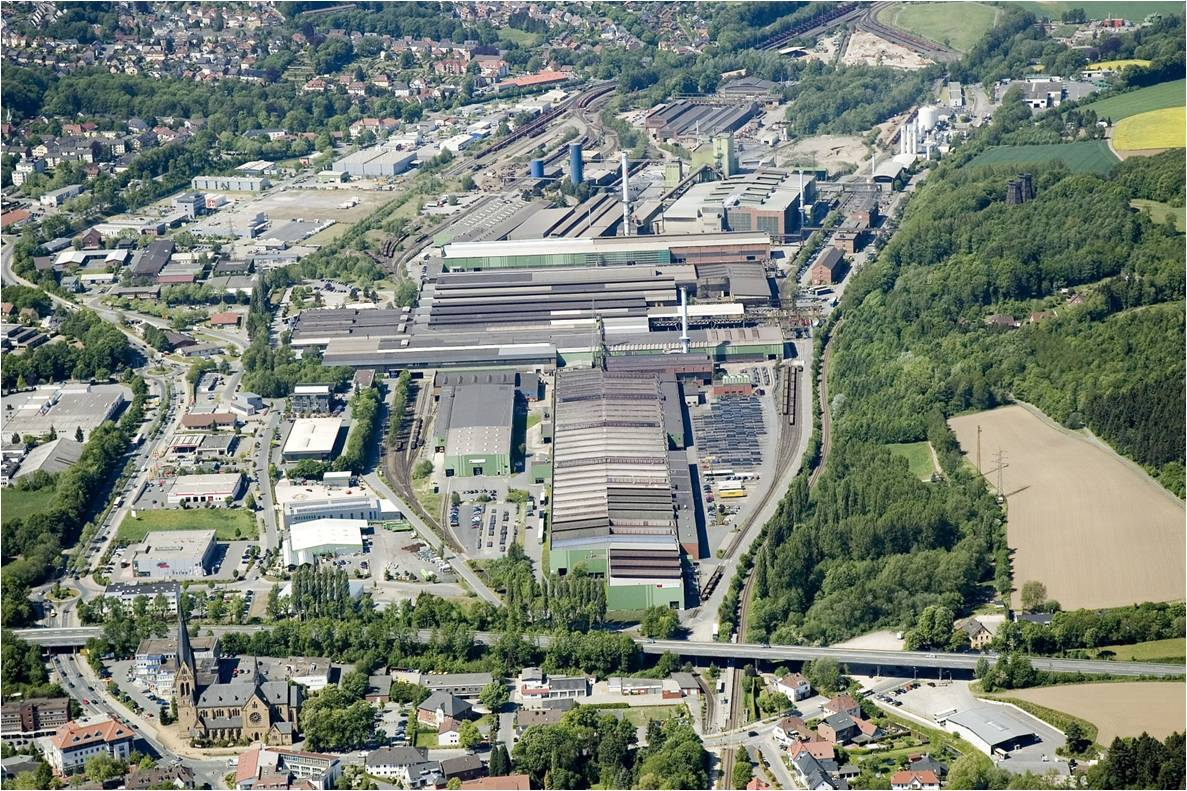
De staalfabriek
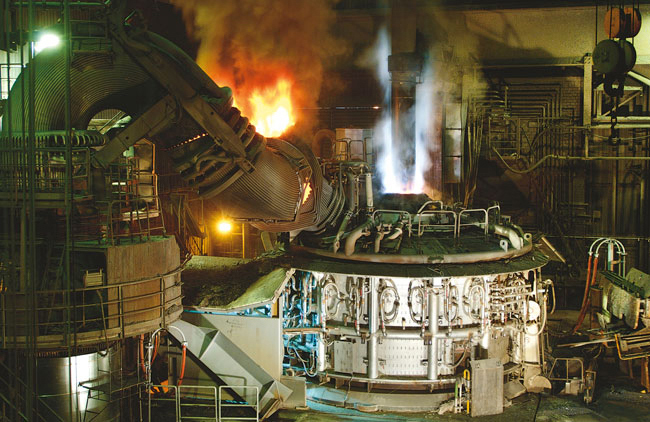
De vlamboogoven in de Georgsmarienhütte
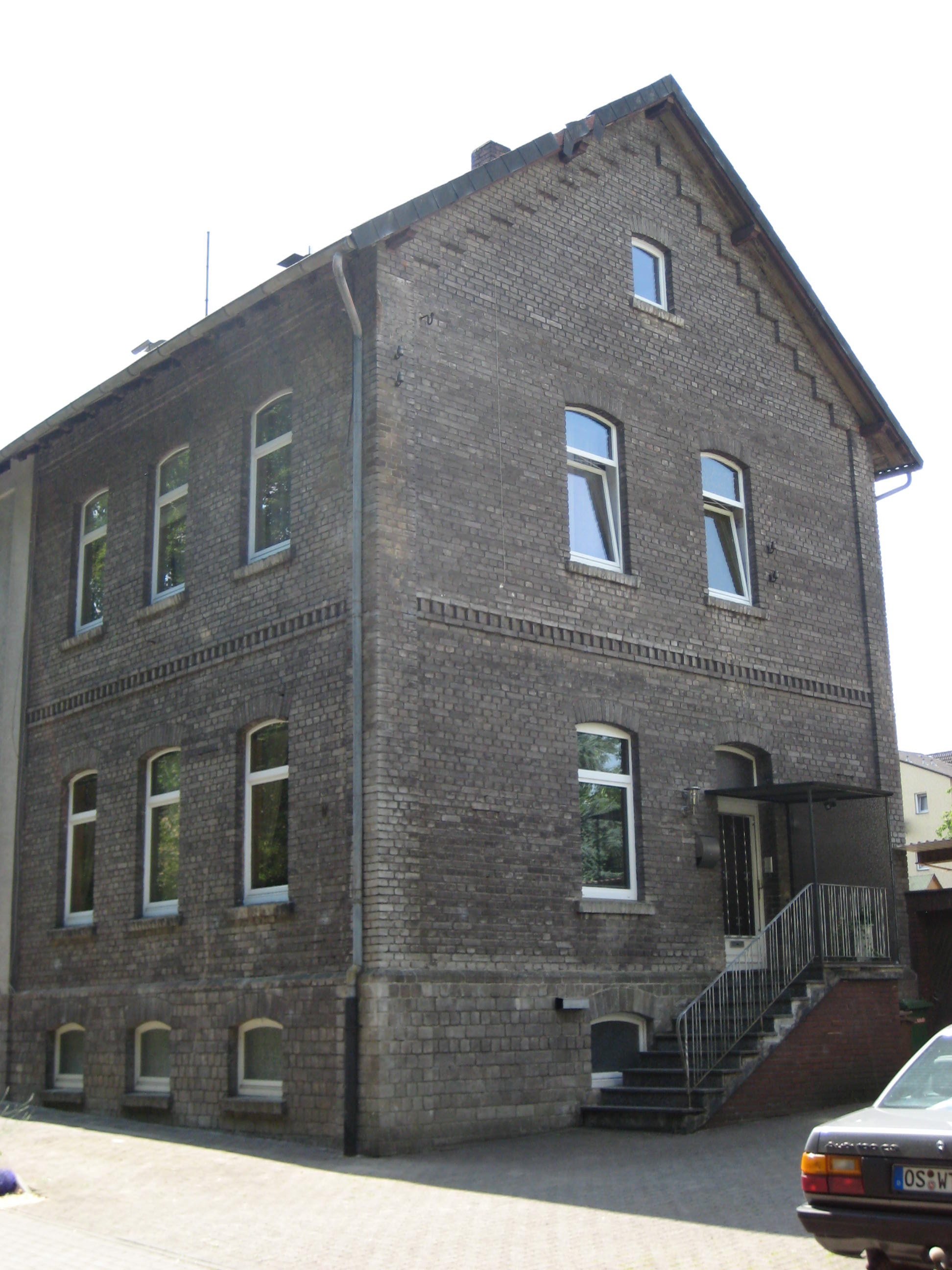
Schlossstraße, karakteristieke eind 19e-eeuwse arbeiderswoningen

## Geboren
- Bernhard Huys (* 1895 in Oesede, †  1973 in Worpswede) schilder uit de Kunstenaarskolonie Worpswede, door de Gestapo vervolgd[4]
- Hans Peter Adamski (* 1947 in Kloster Oesede, gem. Georgsmarienhütte) Duits schilder en graficus, rond 1992 lid van de kunstenaarsgroep Mülheimer Freiheit, exposeerde diverse malen in Nederland
- Sascha Weidner (1974-2015), fotograaf en kunstenaar
- Silke Spiegelburg (1986), polsstokhoogspringster
- Gerrit Nauber (1992), voetballer
- Julia Kassen (2002), voetbalster

- Bibliothèque nationale de France: cb12288139p (data)
- Gemeinsame Normdatei: 4092829-9
- Library of Congress Control Number: n80000160
- MusicBrainz: ca2a92a5-f0a8-44df-a06a-f49dddb5564a
- Nationale Bibliotheek van Israël: 987007557246205171
- Virtual International Authority File: 158269071
- WorldCat: E39PBJjxtcjmg6hQYr8t8Qq4v3

Alfhausen · 
Ankum · 
Bad Essen · 
Bad Iburg · 
Bad Laer · 
Bad Rothenfelde · 
Badbergen · 
Belm · 
Berge · 
Bersenbrück · 
Bippen · 
Bissendorf · 
Bohmte · 
Bramsche · 
Dissen am Teutoburger Wald · 
Eggermühlen · 
Fürstenau · 
Gehrde · 
Georgsmarienhütte · 
Glandorf · 
Hagen am Teutoburger Wald · 
Hasbergen · 
Hilter am Teutoburger Wald · 
Kettenkamp · 
Melle · 
Menslage · 
Merzen · 
Neuenkirchen · 
Nortrup · 
Ostercappeln · 
Quakenbrück · 
Rieste · 
Voltlage · 
Wallenhorst